# 劇団HOBO
劇団HOBO（げきだん ほぼ）は日本の劇団。

## 略歴
- 2008年に以下の7人を中心に旗揚げ。代表はおかやまはじめ。劇団名は「ほぼ劇団」という意味 [1]。

## 所属している俳優
- 有川マコト
- おかやまはじめ
- 中山省吾 - 第1,2,3,4,6回公演
- 高橋由美子 - 第1,2,3,5回公演
- 林和義
- 古川悦史
- 本間剛 - 第1,2,3,4,5回公演

## 客演
- 小林さやか（青年座） - 第5,6回公演
- 松本紀保 - 第5,6回公演
- こいけけいこ（キリンバズウカ） - 第6回公演
- 瓜生和成（東京タンバリン） - 第6回公演

## 劇団スタッフ
- 制作：岩間麻衣子

## 公演記録
- 2008 第1回公演「喧嘩農家」 @新宿THEATER/TOPS　作：平田侑也 演出：おかやまはじめ
- 2010 第2回公演「明日の幸福論」 @中野テアトルBONBON 　脚本：おかやまはじめ・平田侑也 演出：おかやまはじめ
- 2011 第3回公演「ハロルコ」 @赤坂RED/THEATER　作・演出：おかやまはじめ
- 2012 第4回公演「ナイアガラ」@下北沢駅前劇場  作・演出：おかやまはじめ
- 2013 第5回公演「犬、だれる」 @新宿サンモールスタジオ　作・演出：おかやまはじめ
- 2014 第6回公演「グレイトハンティング」 @下北沢駅前劇場 作・演出：おかやまはじめ